# 男性不育症
男性不育症（英語：Male infertility）也稱為男性不孕症，是指男性生理因素所造成的不孕，約佔所有不孕病例的40%至50%，約有7%的男性患有此症。此症往往與精液或精子有關，評價男性不育時，多半也會考慮其精液品質。

## 原因
成因如下所述：

### 免疫型不育
在不孕的夫妻中，抗精子抗體（ASA）佔了10%至30%。抗精子抗體直接針對精子表面的抗原，會影響精子的活動力，及其在女性生殖器官中移動的能力，使精子無法獲能及進行頂體反應、受精不全、影響著床過程，或是造成胚胎發育及成長的缺陷。其風險因子包括血睪屏障的受損、受傷或是手術、睪丸炎、精索靜脈曲張、感染、前列腺炎、睾丸癌、免疫抑制失敗，或是在沒有防護的情形下，接受其他男性的肛交及口交。

### 睪丸型不育
睪丸型不育是指睪丸本身、系統性疾病，或是基因問題造成的不育。
- 基因及染色體問題：佔男性不育的10%至15%[9]
  - 克氏综合征：是最常見的男性不育原因之一，特別點是男性有兩條或兩條以上的X染色體[10]。每500至1000名男嬰就有一名有克氏综合征[11]。
  - Y染色體缺失症（英语：Y chromosome microdeletion）：因為會影響精子生成，是男性不育的直接原因之一，每二千名男性就有一名有此疾病[12]，一般沒有其他症狀，有些個案的睪丸可能會比較小。
- 年齡（參考父親年齡效應（英语：Paternal age effect））
- 中心粒問題[13]
- 贅生物，例如精原细胞瘤（英语：seminoma）
- 病因不明的不育
- 隐睾
- 創傷
- 鞘膜積液
- 精索靜脈曲張[14]：精索靜脈曲張是精索靜脈的腫脹。正常男性中，有15%有精索靜脈曲張，不育症男性中則佔了40%。在原發性不育中，有35%是精索靜脈曲張，在次發性不育中佔了69–81%[15]。
- 流行性腮腺炎[16][17]
- 疟疾
- 嚼菸[17]
- 睾丸癌
- 有些案例因為USP26（英语：USP26）酶的缺陷[18]
- 精子顶体的缺陷，使其無法穿透到卵子內
- 無症狀少精子症：精子數量過低，但找不到其他原因，佔男性不育的30%[19]。

### 前睾丸型不育
前睾丸型不育是指因為睾丸供給不足造成的不育，其中包括了激素或是健康問題。
- 因為許多原因造成的低促性腺素功能减退症（英语：Hypogonadotropic hypogonadism）
  - 肥胖症會增加低促性腺素功能减退症的風險。動物模型指出肥胖症會讓下丘脑對瘦蛋白不敏感，因此降低Kiss1（英语：Kiss1）表達，也影響促性腺激素释放激素（GnRH）的分泌[20]。
- 未診斷及未治療的乳糜泻（CD）。乳糜泻可能會導致男性不育，不過這是可逆的。乳糜泻可以會伴隨著許多非消化系統的症狀出現，可能和任一器官系統有關，甚至其中沒有消化系統的症狀。因此在診斷時常會忽略，造成長期併發症的風險[21]。男性的乳糜泻會降低精液品質並且讓第二性徵不成熟、造成性腺功能低下症及高泌乳素血症（英语：hyperprolactinaemia），後者會造成勃起功能障碍，並且喪失性冲动[22]。若給予無麩質飲食，並且修正缺乏的膳食元素可以恢復其生育能力[21][22]。對女性不孕症及男性不育症的理想評估最好也確認是否有潛藏的乳糜泻[23]。
- 药物，酒類
- 劇烈地騎馬或騎車（骑自行车[24]、马术）
- 藥物，包括其一些會影響精子發生的藥物，例如化疗藥物、同化類固醇、西咪替丁、螺内酯等。會降低促卵泡激素（FSH）濃度的藥物，例如苯妥英。會降低精子活力的藥物，例如柳氮磺胺吡啶及呋喃妥因。
- 遗传异常，例如羅伯遜易位。
- 吸煙：有越來越多的實證說明，香煙中的有害物質會傷害睪丸[25]，也會殺死精子[26][27]，但還不清楚這些物質是否會造成男性不育[28]。一些國家的政府已要求香煙製造商在香煙盒上增加警物。因為煙草本身會吸收鎘，吸煙會增加鎘的攝取量，鎘的化學性質類似鋅，在DNA聚合時會取代鋅的作用，而由鎘介入的DNA聚合特別可能會造成睪丸的傷害[29]。
- DNA受損：有些基因是編碼修復DNA錯配修復的酶，這些基因的常見遺傳變異會增加精子DNA受損的風險，也增加男性不育的風險[30]。隨著男性年齡增長，精液品質會持續的下降，這似乎也和DNA受損有關[31]。這些損傷的表現是DNA片段化，以及暴露在熱或是酸性下容易變性的性質，這些是體細胞凋亡的特徵[32]。因此推測DNA受損是男性不育的重要因素之一。
- 表觀遺傳因素：越來越多近期的證據指出，異常的精子DNA甲基化和異常的精子品質及男子不育有關[33][34]。以往科學家們認為表觀遺傳標記沒有改變DNA本身，因此只影響個體，不會影響到下一代，不過新的研究發現，因為環境因素造成的表觀遺傳標記也會在其孫代出現，有一個研究透過大鼠以及生育能力破壞因子發現這一點[35]，另一個研究將大鼠暴露在內分泌干擾素中，發現其第五代的後代仍有精子活力下降以及精子數量降低的情形[36]，因此推測環境因素會影響生育能力，而且在沒有真正改變DNA的情形下，也影響到其子代。

### 後睾丸型不育
後睾丸型不育指在精子產生後，因為男性生殖系統的問題，因此降低男性的生育力，這些問題可能是生殖道的缺陷，也有可能是射精相關的問題。
- 输精管堵塞
- 沒有输精管，一般和囊腫性纖維化的基因標記有關
- 感染，例如前列腺炎
- 逆行射精
- 射精管梗阻（英语：Ejaculatory duct obstruction）
- 尿道下裂
- 勃起功能障碍

## 診斷
男性不育症的診斷一般會從病史開始，以及由医生、醫師助理或执业护士所進行的檢查。多半會需要二份獨立的精液分析。之後也會安排抽血檢查來確認是否有激素不平衡、遺傳或是其他疾病造成的問題。

### 病史
病史需包括先前睪丸及陰莖的傷害（例如睾丸扭轉、隐睾、創傷）、感染（流行性腮腺炎、睾丸炎、附睾炎）、環境因素、睾丸過熱、辐射、藥物及其他物質使用（例如同化類固醇、酒、吸煙）等。
性行為的習慣、頻率及性行為的時機點，是否使用润滑剂，其性伴侶之前是否曾經育有子女，也是重要的資訊。
若是喪失性冲动、頭痛或視力受損也可能意味著有腦下垂體腺腫。
過往的病史或是手術史可以看出甲狀腺或是肝臟疾病（和精子發生異常有關）、糖尿病神經病變（逆行射精）、根治性骨盆或腹膜後手術，或是疝氣修復手術（輸精管或是睪丸血管的受損）。
家族病史可以看出基因相關的問題。

### 身體檢查
通常，受檢者會脫掉身上衣物，換上長袍，會由醫生、醫師助理或是護理師進行檢查，檢查範圍包括陰莖、阴囊、睾丸、输精管、精索、射精管、尿道、膀胱、肛门及直肠。睪丸測量計可以量測睾丸體積，而睾丸體積和一些精子及激素的特性有密切關係。身體檢查可以檢查出精索靜脈曲張，不過目前還不確定若檢測到精索靜脈曲張，並且進行手術矯正，對男性的生育能力是否有幫助。

### 精液樣本

#### 精液樣本取得
精液樣本取得是精子分析的第一步。最理想的樣本是在禁慾二至七天之後取得的樣本。最理想取得精液的方式是透過自慰，而且最好是在診所取得精液。這可以避免精液在運送過程中受到的溫度變化，這可能會殺死一些精子。
精子生成是會持續進行的，單一的精液樣品不一定可以進行疾病的診斷，因此需要二個不同時間的樣本，二次的間隔在七天到三個月之間都可以。
在採集到樣本後，會直接置入殺菌的塑膠容器中，在一小時內進行分析。採集精液樣本時，不會使用傳統的保險套，因為其中的潤滑劑或是殺精劑等化學物質會破壞樣本。若是受試者的宗教信仰不允許避孕，可以使用有洞的保險套。若是截癱的情況下，可以使用機械工具或電波訊號來引發射精。
精液樣本無法在進行性行為，最後体外排精時取得，原因如下：
- 可能有部份的精液已射出，無法取得。
- 可能會有細菌的污染。
- 陰道的酸性可能讓精子失去活動力。

精液樣本取得時，很重要的是要標記受檢者的資訊，採集日期，時間，禁慾時間，以及其他需要知道的資料。

#### 精液分析
不育症的精液分析會包括精液樣本的體積，大約的總精子數，精子活動力以及持續前進的情形，正常形態精子的比例。這也是男性不育症檢查中最常見的部份。以下是一些常見的精液或精子異常：
- 无精子症：精液中不存在精子；
- 无精液症：男性性行动不以射出精液为终结；
- 少精子症：精液中的精子计数值（密度）过低；
- 少精液症：一次射精所产生的精液量过少；
- 精液過剩症：一次射精所产生的精液量过多；
- 弱精症：活动能力低下，甚至完全不活动的精子所占比例过高；
- 精子畸形症（英语：Teratospermia）：精子的头部、身部及（或）尾部的形态及（或）结构上出现畸形的比例过高。

### 血液樣本
常見的激素檢查包括檢查促卵泡激素及睾酮的濃度。血液樣本也可以看出遺傳相關的不育原因，例如克氏综合征、Y染色體缺失症，或囊腫性纖維化。

### 超音波
若懷疑男性生殖器某部位可能有疾病，可以用陰囊超音波確認。陰囊超音波可以檢測到睾丸發育不全的體徵，而這和精子發生受損有關，其發生睾丸癌的風險也比較高。陰囊超音波也可以檢查到疑似惡性腫瘤的睪丸病變。睾丸血管化減少是睾丸扭轉的特徵。而充血可能是附睾炎，也可能是其他惡性病變，例如淋巴瘤及白血病。若是精索靜脈曲張時，而觸診不可靠，或是在手術後檢測復發或持續時間時，可以用都普勒检查評估是否有靜脈曲張，不過目前還不確定檢測並治療精索靜脈曲張對改善不育是否有幫助。
附睾頭部或是尾部的擴張表示男性生殖道的堵塞或是發炎。這些異常，以及附睾紋理的異常，也和精子參數的異常有關。陰囊超音波及經直腸超音波（TRUS）可以檢查單側或是雙側的先天性輸精管缺如（CBAVD），可能和附睾、精囊或是腎臟的異常或發育不全有關，也意味著需要睾丸精子提取。在評估因為堵塞造成的無精子症時，經直腸超音波是很重要的工具，可以檢測遠端的先天性輸精管缺如，或是檢測和射精管阻塞有關的異常，例如射精管本身的異常，攝護腺的中位囊腫（表明需要囊腫吸出），或是精囊腫大之類的損傷。

## 預防
以下是一些預防男性不育症的策略：
- 不要吸煙[42]，因為吸煙會損害精子的DNA
- 避免大量使用大麻及酒類[43]
- 避免睪丸過熱[43]
- 維持適度的性行為頻率，若每天進行性行為，精子數量會減少，若太久沒有性行為（例如禁慾10至14天，甚至更久），精子活動力也會下降[43]
- 若是參與一些腳、手臂、膝蓋或是棒子可能會碰撞陰囊的運動（例如棒球、足球類運動、板球、袋棍球、曲棍球、壘球、漆彈、牛仔競技、越野摩托車、摔跤、足球、空手道、武術等），要穿戴護襠或運動內褲（英语：jockstrap）以保護睪丸。
- 飲食：健康的飲食（也就是地中海飲食[44]），富含omega-3脂肪酸、抗氧化劑及維生素，而飽和脂肪酸及反式脂肪酸含量低。這種飲食比較不會讓精子品質下降。在食物中，魚類、貝類和海產品，家禽、穀物、蔬菜和水果以及低脂奶製品與精子質量呈正相關，不過有些研究指出，加工肉類、豆類製品、馬鈴薯、全脂乳品、咖啡、酒類及含糖飲料和甜點與精子質量呈負相關。少數有關男性飲食及其生育力的研究也認為紅肉、加工肉類製品、茶及咖啡會和與較低的生育率有關。這些關係中，只有酒類對生育力的影響比較有爭議，目前對於飲食和精子功能、受孕能力之間的潛在生物機制，大部份都還不清楚，需要進一步的研究[45]。

## 治療
男性不育症的治療依其病因以及不育症的程度而定。在男性不育的情形下，也需要考慮女性是否有生育能力。
不育症的病因若屬於睪丸前的病因（即因為睪丸營養不足或激素因素）成的，一般可以透過醫療方式處理。
若是睪丸本身引起的男性不育症，較不容易用藥物進行處理。常見的作法是取得精子，進行人工授精（IUI）、體外人工受精（IVF），或是胞漿精子注射（ICSI）的體外人工受精。若是胞漿精子注射的體外人工受精（IVF-ICSI），即使只採集到少數的精子，也可以進行。
若是因為睪丸後的阻塞造成的不育，可以用IVF-ICSI或是手術來處理。若是因為射精相關的因素，可以用藥物、人工授精或是IVF-ICSI來處理。
维生素E可以對抗氧化應力，而氧化應力會造成DNA損傷，並且降低精子活動力。激素和抗氧化劑合併用可以提高精子數量以及活動力，不過目前只有一些低品質的證據，有一些小型的研究針對男性不育或是無原因生育能力低下，在進行體外人工受精的伴侶，讓男性口服抗氧化劑，結果其活產率較高，還不確定是否有負面的影響
。

### 激素治療
若因為促性腺激素分泌不足性腺發育低下症造成的男性不育，用黄体生成素（LH）（或人绒毛膜促性腺激素）及促卵泡激素（FSH）治療非常有效。克羅米芬檸檬酸鹽是抗雌激素，用在男性不育是仿單外使用，有爭議性，不過可以有效提高促性腺激素的濃度。
雄激素對精子發生是絕對必要的，因此和男性生育力有關。不過若是精子過少的男性，外源性的雄激素治療沒有幫助，這被認為是因為睾丸中局部的睾酮濃度非常高（在生精小管內的濃度是體內循環的20至100倍），這樣的濃度才能生成精子，若是使用全身給藥的外源性雄激素治療，只有在極高劑量下才可能達到此一濃度。而且外源性雄激素會抑制腦下垂體分泌促性腺激素，因此不利於男性的生育能力，就像使用同化類固醇的效果一樣，會減少或是抑制精子發生，原因是因為抑制性腺激素也就抑制了睪丸雄激素的產生（使睪丸內的局部雄激素濃度下降），而促卵泡激素也是精子發生的獨立關鍵因素。黄体生成素則不同，黄体生成素可以引發睪酮生成，除此以外，對男性的生育能力沒有其他幫助。
適量的雌激素對於男性的生育力及精子發生是必要的。不過過量的雌激素會抑制性腺激素分泌，降低睪丸間雄激素濃度，反而不利男性的生育力。而克羅米芬檸檬酸鹽（抗雌激素）及芳香酶抑制劑（像睾內脂或阿那曲唑）有益於精子發生。
低劑量的雌激素和睾酮合併使用可以提昇一些男性的精子數量及精子活動力，包括一些嚴重少精子症的男性。

## 目前研究中的治療方式
明斯特大学的研究者用三維的瓊脂培養系統發展了體外的發展環境，可以讓老鼠睪丸中的生殖细胞到達精子发生的最後一個階段，其中也包括了精子產生。若可以應用到人類身上，可能可以讓不育的男性用其自身的精子進行受精。
蒙太拿州立大學的研究者已發展從不育男性的皮膚細胞產生精子前體的方法。
Sharpe等人在女性體外人工受精的胞漿精子注射（ICSI）方式成功後，提到：「因此，女性承擔了男性不育治療後的重擔，在醫療實務上是相當獨特的情形。諷刺的是，胞漿精子注射的成功也有效的轉移醫學界的注意力，不去識別男性不育症的原因，而去進行針對女性的研究，優化卵子的供應，以及子宮內膜的接受性，這些都是胞漿精子注射成功所必需的條件。」

## 全球趨勢
有關全世界有多少夫妻有不孕症的問題，目前還沒有明確的數據，不過世界衛生組織估計約有六百萬至八百萬對夫婦有此問。各地區的人不孕症/不育症的比例也有所不同。
自二十世紀後期開始，科學家表示對於男性精子品質下降的關注。有一項1992年完成的研究，是針對有正常生育能力男性，發現自1938年起，男性精子數量每年下降1%。幾年後進一步的研究確認精子數量及射精量都下降了。在芬蘭、南突尼西亞及阿根廷的研究也證實了精子數量、活動力、精子形態及射精量都下降了。
和十年前相比，印度的男性精子數量少了30.3%、精子活動力少了22.9%、精子形態下降了51%。印度的醫師表示有生育能力的印度男性，其精子數量較三十年時的男性少了三分之一。可能的原因很多，包括暴露在像工廠之類高溫的環境下。溫度每上升一度，精子生成就會減少14%。
加爾各答的研究者在1981年至1985年間進行研究，結果也發現精子活動力及射精量的下降，但精子濃度沒有變化。

## 社會和文化
世界上有許多地方有對於男生不育的社會污名。許多研究指出污名是來自大眾認為不育和男性去勢的相關性。像埃及、辛巴威及墨西哥等地，會認為勃起功能障碍是不育的決定性因素之一。一般對男性的刻板印象是陽剛及有力的，男性分享不育的問題可能會面對自己不夠好、沒有價值的想法，其至到了會有自殺想法的程度。許多不同的文化中，會有許多社會經濟的因素來評估男性性活動的情形。例如非洲的紹納人認為勃起功能障碍和不育有關，男性從嬰兒起一直到婚後都會檢查陰莖的機能。在嬰兒時，媽媽每天會檢查兒子的勃起情形以及尿液的品質。到青春期時，男孩會要求在河岸射精，由男性的長辈評估其精液的品質，此傳統會一直持續到婚後，新娘的家人會在新人初夜時檢查新郎精液的品質。
台灣的男性也有缺乏生育能力會影響男性氣質的想法，尤其華人社會傳宗接代的壓力，也會造成男性知道自己不育，但不願意其他人知道的情形。

## 外部連結
- Pre-Testicular, Testicular, and Post-Testicular Causes of Male Infertility （页面存档备份，存于）